# Dvärglorikit
Dvärglorikit (Charminetta wilhelminae) är en fågel i familjen östpapegojor inom ordningen papegojfåglar.

## Utseende och läte
Dvärglorikiten är en mycket liten papegoja med helgrön fjäderdräkt, lätt streckat bröst och något förlänga spetsiga stjärtfjädrar. Rostrött på hjässan övergår först i ljusblått, sedan i gult framåt nacken. Hanen har röd undergump och rött på vingundersidan. Lätet är ett dämpat och ljust "tsik!" eller dubblerat "tsik-tsik!".

## Utbredning och systematik
Fågeln förekommer i bergsområden på Nya Guinea (Vogelkop till Owen Stanley Range). Den behandlas som monotypisk, det vill säga att den inte delas in i några underarter.

### Släktestillhörighet
Arten placeras traditionellt i släktet Charmosyna. Genetiska studier visar dock att arterna i släktet inte står varandra närmast. Dvärglorikit har därför lyfts ut till det egna släktet Charminetta.

## Levnadssätt
Dvärglorikiten hittas i bergsbelägna skogar och skogsbryn. Den ses i par eller småflockar som samlas vid blommande träd, ofta med andra arter.

## Status och hot
Arten har ett stort utbredningsområde, men tros minska i antal, dock inte tillräckligt kraftigt för att den ska betraktas som hotad. Internationella naturvårdsunionen IUCN listar arten som livskraftig (LC).

## Namn
Tysken A. B. Meyer som beskrev arten 1874 tillägnade den sin fru Wilhelmine Meyer, därav det vetenskapliga namnet wilheminae. Fågeln har på svenska även kallats Wilhelminas lorikit.